# Teodora Pušić
Teodora Pušić (Belgrado, 12 de março de 1993) é uma jogadora de voleibol sérvia que atua como líbero.
Com a seleção da Sérvia, conquistou a medalha de ouro no Campeonato Europeu de 2017.
Em 2018 conquistou pela seleção nacional o inédito título do Campeonato Mundial sediado no Japão.
Em 15 de outubro de 2022, consagrou-se Bicampeão do Campeonato Mundial de Voleibol Feminino 2022 sediado nos Países Baixos e Polônia.